# Ghazi bin Muhammad

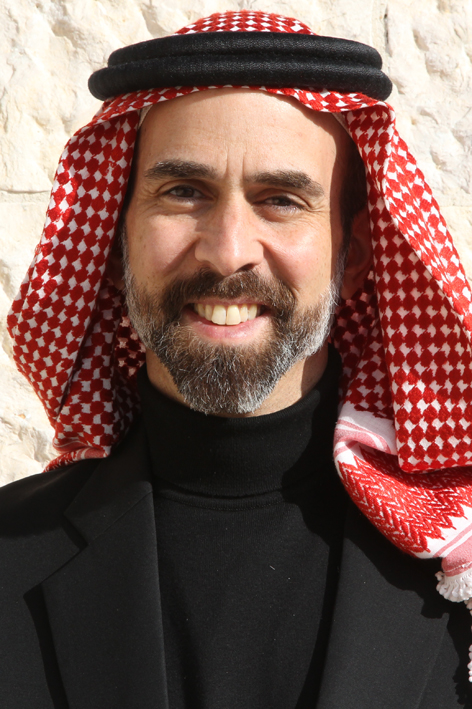
Ghazi bin Muhammad mit Shemagh, 2011

Ghazi bin Muhammad (arabisch غازي بن محمد, DMG Ġāzī b. Muḥammad; * 15. Oktober 1966 in Amman) ist ein jordanischer Prinz und Professor für islamische Philosophie an der Universität von Jordanien, der für den Dialog zwischen den Religionen eintritt. Er ist der Persönliche Beauftragte und Sonderberater des jordanischen Königs Abdullah II. sowie der Vorsitzende des Kuratoriums des Königlichen Aal al-Bayt Instituts für islamisches Denken, eines internationalen islamischen Instituts bzw. einer Denkfabrik mit Hauptsitz in Amman, der Hauptstadt des Königreiches Jordanien.
Er ist der Gründer der Al-Balqa Applied University und der World Islamic Sciences and Education University (WISE).
Er gilt als direkter Nachfahre des Propheten Mohammed. Er ist der Sohn von Prinz Muhammad bin Talal von Jordanien und dessen erster Frau Firyal Irshaid, außerdem Enkel von König Talal von Jordanien und Cousin von König Abdullah II. von Jordanien. Seit 1997 ist er mit Areej Omar Zawawi aus dem Oman verheiratet. Das Ehepaar hat drei Kinder.
Seine Ausbildung erhielt er an der Harrow School in London: (1979–1984), der Princeton University: (1984–1988), dem Trinity College der Universität Cambridge: (1988–1989; 1990–1993) und dem Usul al-Din College der al-Azhar-Universität in Kairo (2007–2010).
2006 gehörte Ghazi bin Muhammad zu den Unterzeichnern eines offenen Briefs islamischer Gelehrter an Papst Benedikt XVI. nach dessen Regensburger Rede.
Er war auch der Koordinator der von 138 islamischen Gelehrten unterzeichneten Antwort auf die Attacken gegen den Papst nach dessen Regensburger Rede.
Er erhielt zahlreiche Preise, Ehrungen und Auszeichnungen.
2008 erhielt er den Eugen-Biser-Preis.
Er wird seit einigen Jahren als Kandidat für den Friedensnobelpreis gehandelt.
The Muslim 500 war seine Idee.

## Publikationen
(yale.edu; PDF; 3,3 MB)
- True Islam and the Islamic Consensus on the Message of Amman / Kitab Ijma’ Al-Muslimin ‘ala Ihtiram Mathahib al-Din (compiler, editor and author of introduction [Arabisch und Englisch]; The Aal al-Bayt Institute for Islamic Thought, Amman, Jordan, 2006). (Limited 1st, 2nd and rev. 2nd edition published as: The Book of the Schools of Islamic Jurisprudence / Kitab Ihtiram Al-Mathahib; The Aal al-Bayt Institute for Islamic Thought, Amman, Jordan, 2006.)
- Al-Insan (Man), (et al.; published, in Arabic, by the Jordanian Ministry of Education as the text-book for the 12th Grade National Curriculum for General Studies, Amman, 2001; revised 2nd edition in 2007).
- The Sacred Origin of Sports and Culture (published by Fons Vitae, KY, USA, 1998). (Trans. into Turkish and published by Insan Yayinlari, Istanbul, 2002.)
- The Holy Sites of Jordan (ed.; published by Turab, Amman, 1996; 2nd edition 1999).
- The Tribes of Jordan at the Beginning of the Twenty-first Century (published by Turab, Amman, 1999).
- War and Peace in Islam: The Uses and Abuses of Jihad, hrsg. v. Prinz Ghazi bin Muhammad, İbrahim Kalın & Mohammad Hashim Kamali. 2013 (MABDA English Monograph Series)

## Video
- youtube.com – The Global Relevance of the Amman Message – An Interfaith Dialogue (Redebeitrag von Prinz Ghazi bin Muhammad, König-Hussein-Moschee, Amman, 12. März 2013)